# Abzelil járás
Az Abzelil járás (oroszul Абзелиловский район) Oroszország egyik járása a Baskír Köztársaságban. Nevét egy baskír legenda hőséről kapta.

## Népesség
- 1970-ben 40 458 lakosa volt, melyből 30 869 baskír (78,3%), 1 476 tatár (3,6%).
- 1989-ben 38 856 lakosa volt, melyből 32 936 baskír (84,8%), 1 181 tatár (3,1%).
- 2002-ben 43 262 lakosa volt, melyből 38 061 baskír (87,98%), 3 634 orosz (8,4%), 1 025 tatár (2,37%), 128 ukrán.
- 2010-ben 45 551 lakosa volt, melyből 40 200 baskír (88,2%), 3 901 orosz (8,6%), 732 tatár (1,6%), 87 ukrán, 46 mordvin, 36 csuvas, 30 mari, 19 fehérorosz, 13 udmurt.

| Lakosok száma | 33 128 | 36 750 | 37 902 | 43 262 | 45 296 | 45 551 | 45 227 | 44 795 | 44 962 | 45 300 |
|               | 1939   | 1968   | 1979   | 2002   | 2009   | 2010   | 2013   | 2015   | 2017   | 2021   |